# Hercules (remorqueur, 1907)
Pour les articles homonymes, voir Hercules.
L'Hercules est un remorqueur à vapeur construit en 1907 qui est maintenant conservé comme navire musée dans le San Francisco Maritime National Historical Park à San Francisco, en Californie.

## Historique
Hercules a été construit en 1907 par John H. Dialogue and Sons, de Camden dans le New Jersey. Il a été construit pour la Shipowners' and Merchants' Tugboat Company de San Francisco, dans le cadre de leur Red Stack Fleet (une partie de l'actuelle Crowley Maritime Corporation). Après son achèvement, Hercules a navigué à San Francisco via le détroit de Magellan avec son navire jumeau, Goliah, en remorque.
Pendant la première partie de sa vie, Hercules était un remorqueur océanique. En raison des vents dominants du nord-ouest, les voiliers employaient souvent Hercules lors de voyages au nord de la côte depuis San Francisco. Par exemple, en 1916, Hercules a remorqué le C.A. Thayer à Port Townsend, Washington. Lors de voyages de retour le long de la côte, Hercules assurait souvent le flottage du bois du Nord-Ouest Pacifique jusqu'à des usines du sud de la Californie. À d'autres moments, Hercules était employé à remorquer des barges vers d'autres ports de la côte ouest et à Hawaï, et à transporter du matériel pour la construction du canal de Panama.
En 1924, Hercules' est racheté par la Western Pacific Railroad pour assurer la navette des wagons de chemin de fer à travers la baie de San Francisco d'Oakland et d'Alameda à San Francisco.
En 1947, Hercules et le remorqueur Monarch ont reçu la tâche de remorquer la carcasse du cuirassé USS Oklahoma jusqu'à la baie de San Francisco pour être démoli. Cependant, à 500 milles d'Hawaï, ils ont été frappés par une puissante tempête et l'Oklahoma a commencé à prendre de l'eau et à couler, menaçant d'entraîner les deux remorqueurs avec lui. Alors que le Monarch parvenait à libérer ses lignes, Hercules ne put se libérer qu'au dernier moment, évitant de justesse d'être entraîné dans les profondeurs par l'Oklahoma. Par la suite, Hercules est revenu à la navette de voitures et a travaillé dans ce rôle jusqu'en 1957, date à laquelle il a été remplacé par le traversier-rail à moteur diesel Las Plumas. Hercules a été maintenu dans un rôle de réserve pour le nouveau ferry jusqu'en 1961.

## Préservation
La California State Park Foundation a acquis Hercules en 1975 et le National Park Service a pris en charge sa restauration en 1977.
Il a été inscrit au registre national des lieux historiques le 17 janvier 1975
Le 17 janvier 1986, le remorqueur a été désigné monument historique national . Il est maintenant l'une des expositions du parc historique national maritime de San Francisco et se trouve amarrée au Hyde Street Pier (en) à San Francisco.

## Galerie

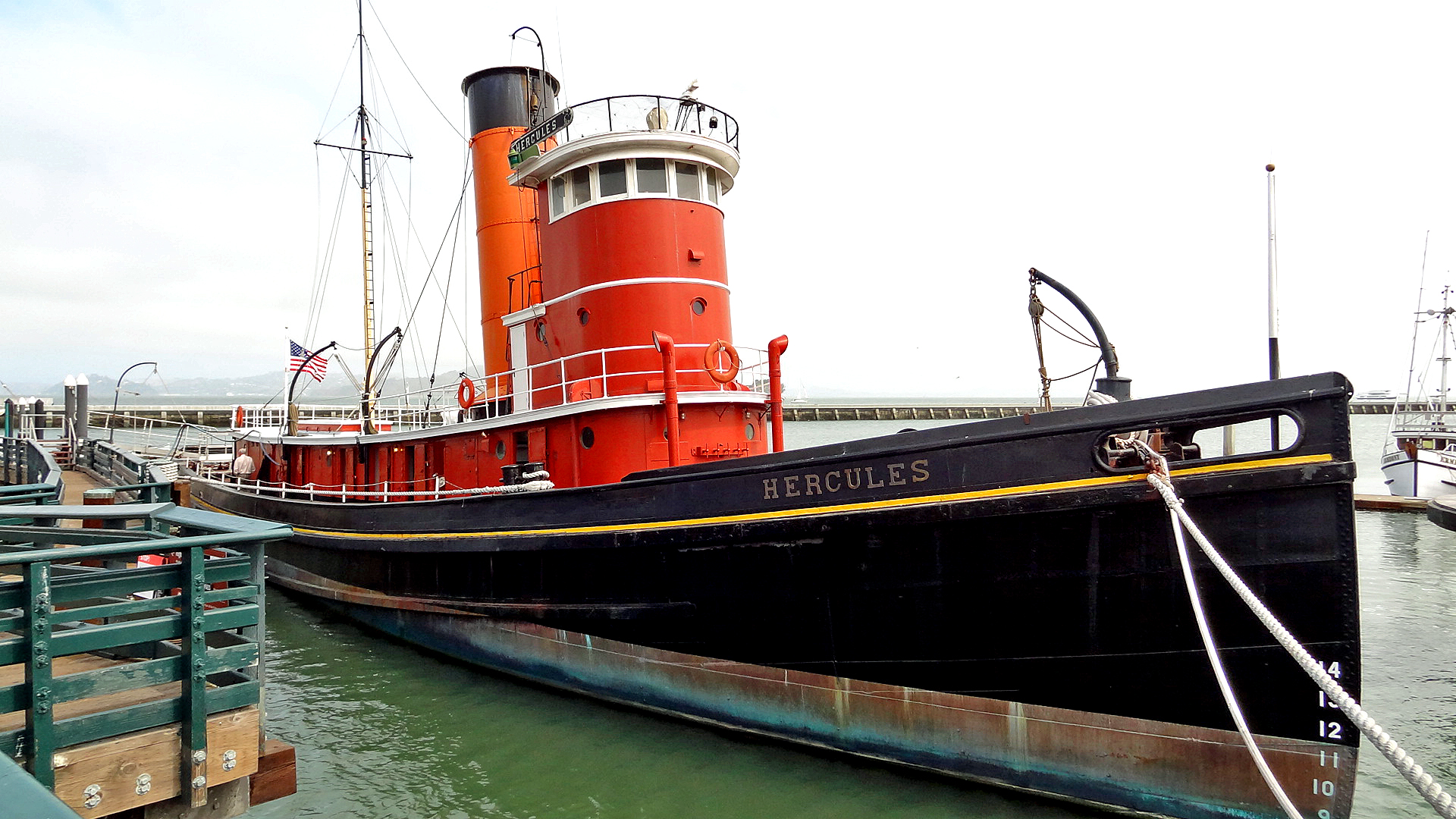
Hercules à San Francisco
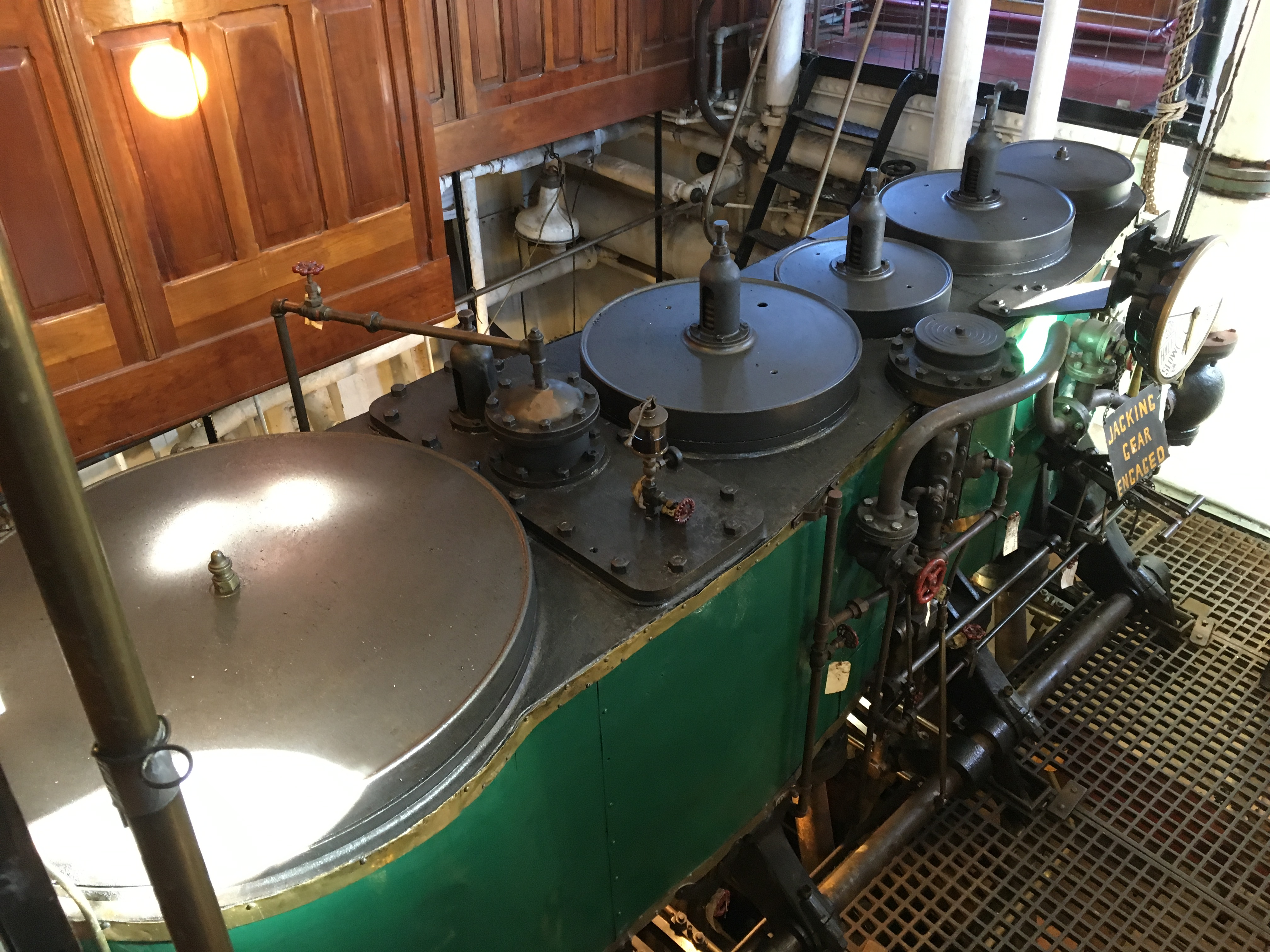
Triple expansion steam engine
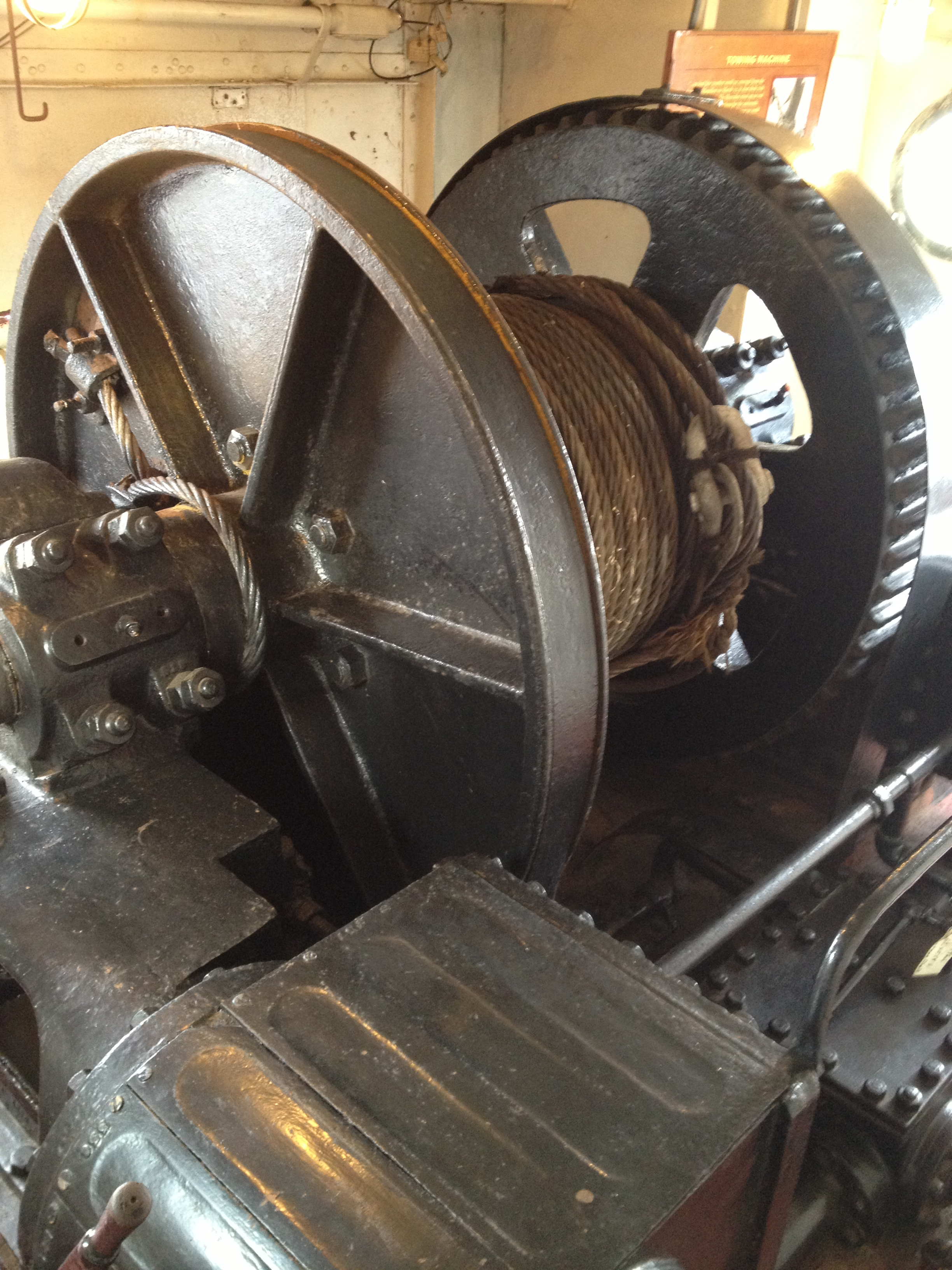
Treuil de remorquage
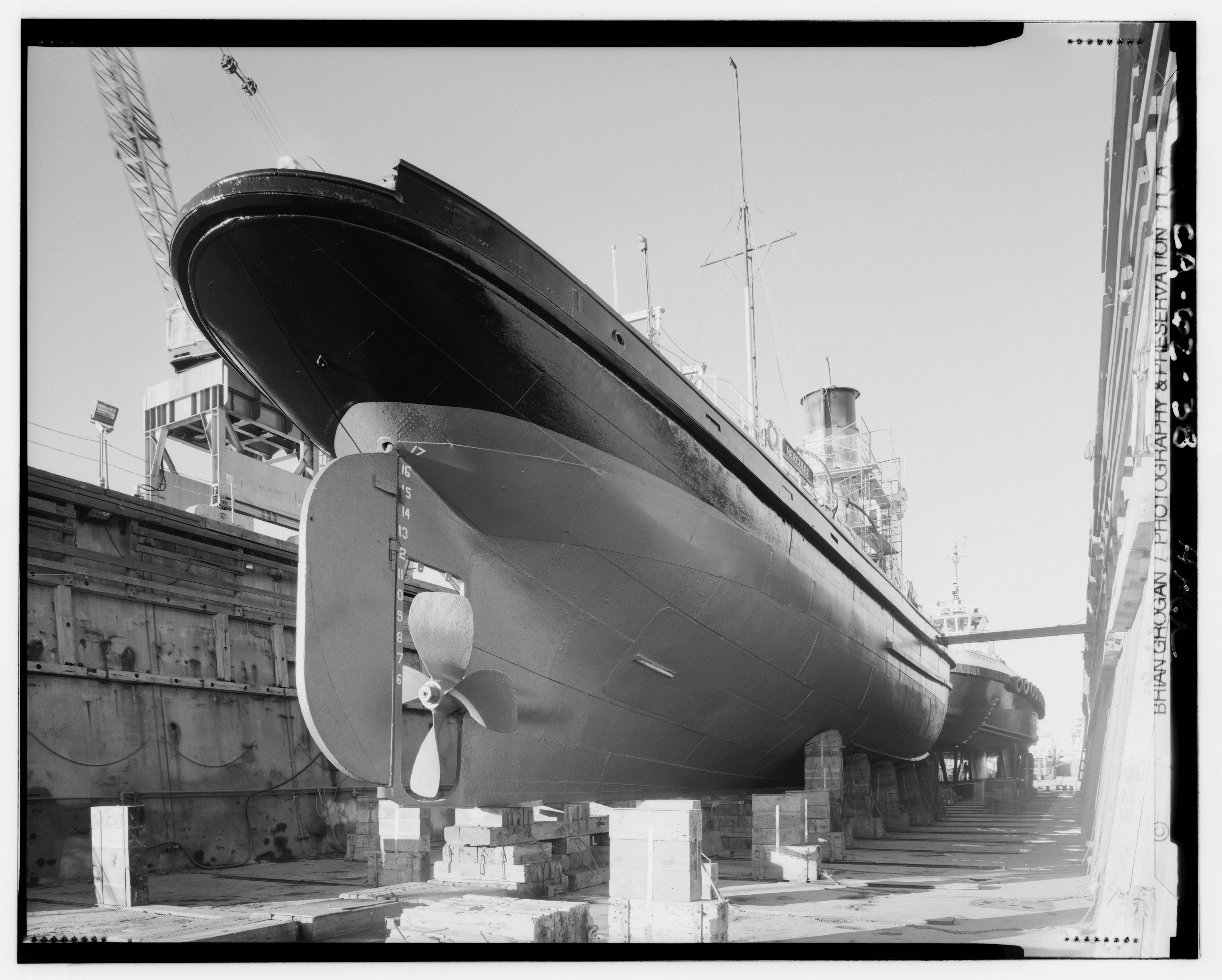
In dry dock
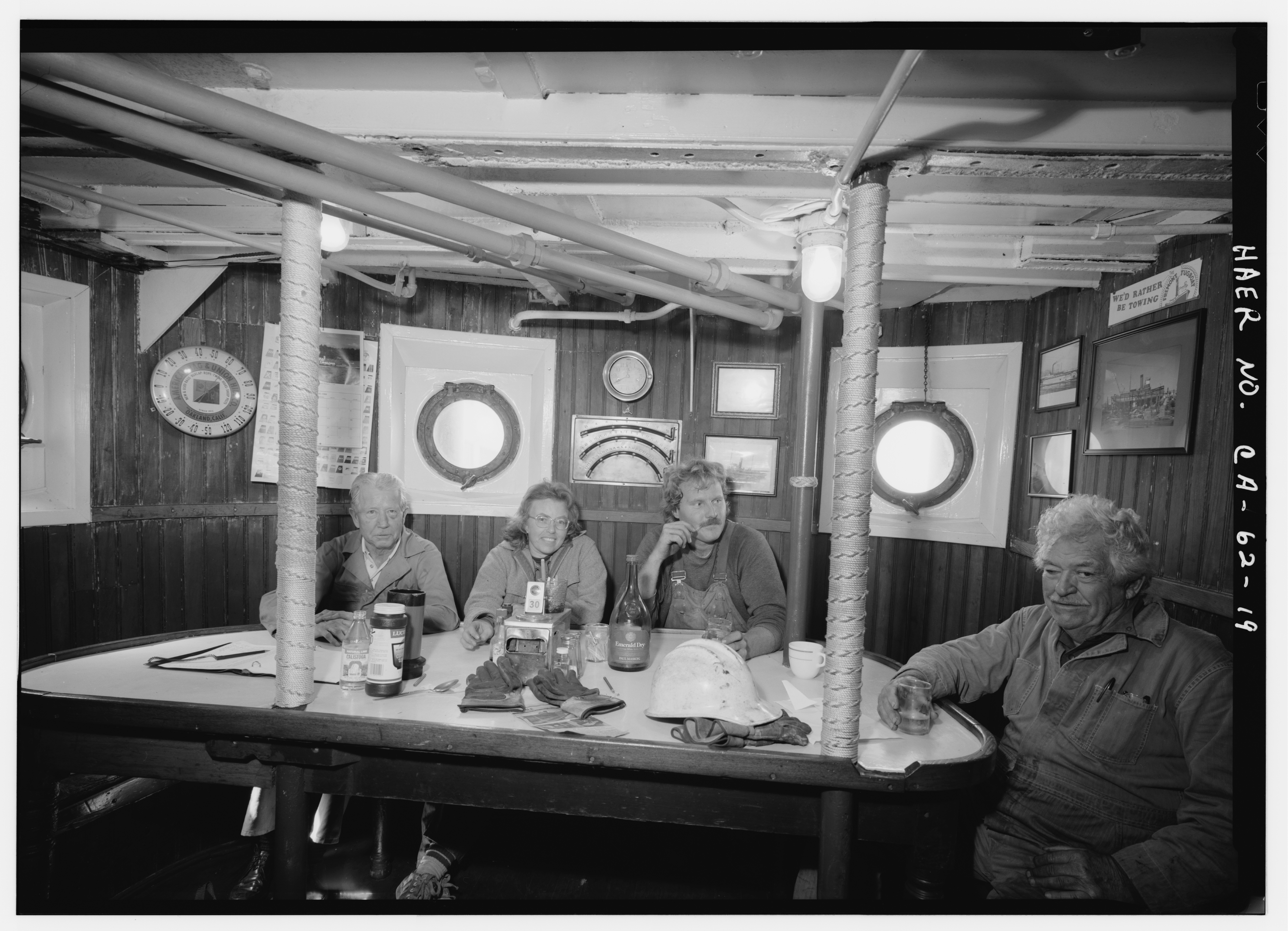
Le mess de l'équipage
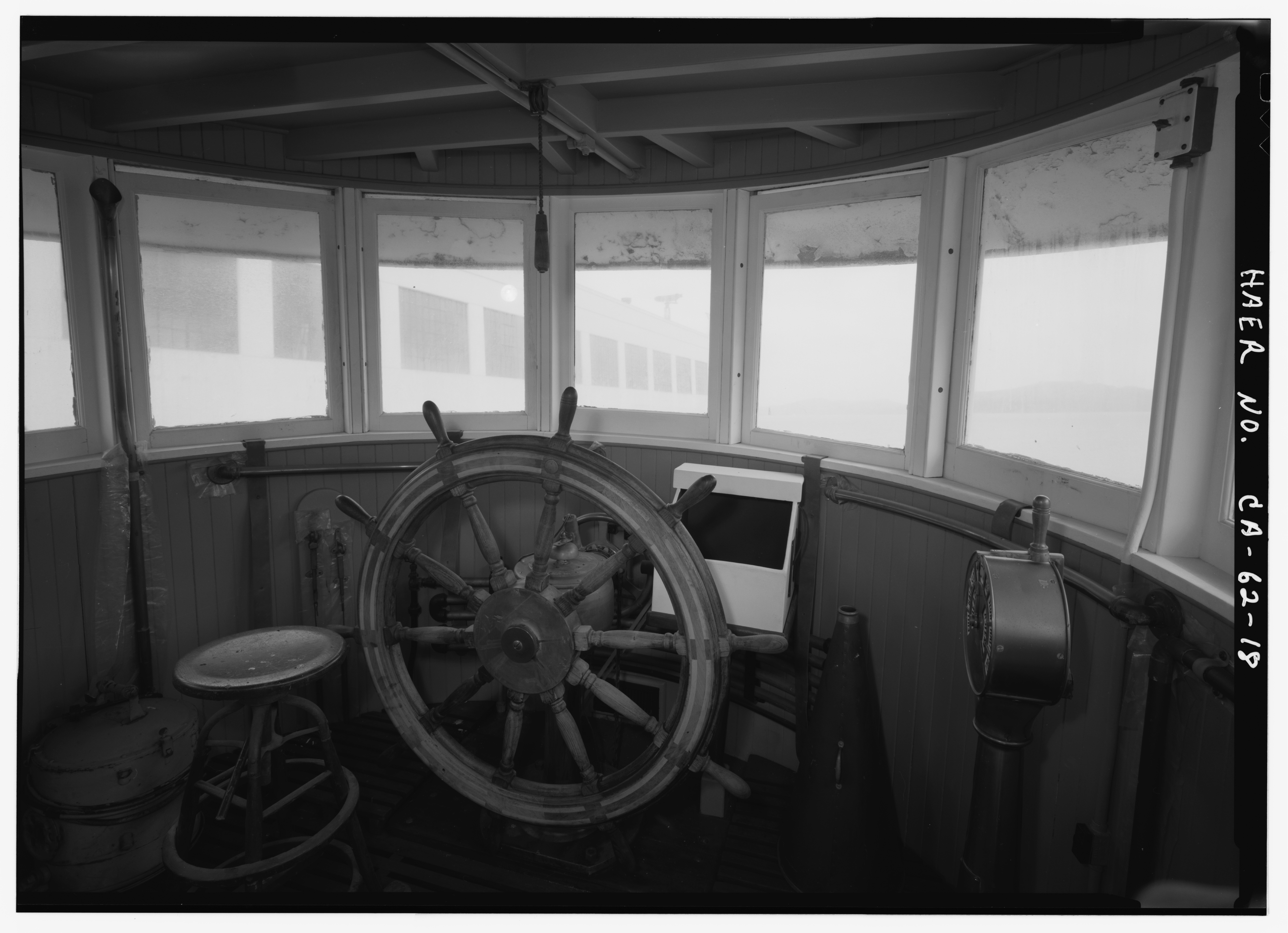
Cabine de pilotage